# Lelów (gmina)
Lelów (do 1870 gmina Sokolniki) – gmina wiejska w Polsce położona w województwie śląskim, w powiecie częstochowskim. W latach 1975–1998 gmina administracyjnie należała do województwa częstochowskiego.
Siedziba gminy to Lelów.
Według danych z 30 czerwca 2004 gminę zamieszkiwało 5265 osób.

## Struktura powierzchni
Według danych z roku 2002 gmina Lelów ma obszar 120,81 km², w tym:
- użytki rolne: 65%
- użytki leśne: 26%

Gmina stanowi 7,95% powierzchni powiatu.

## Demografia

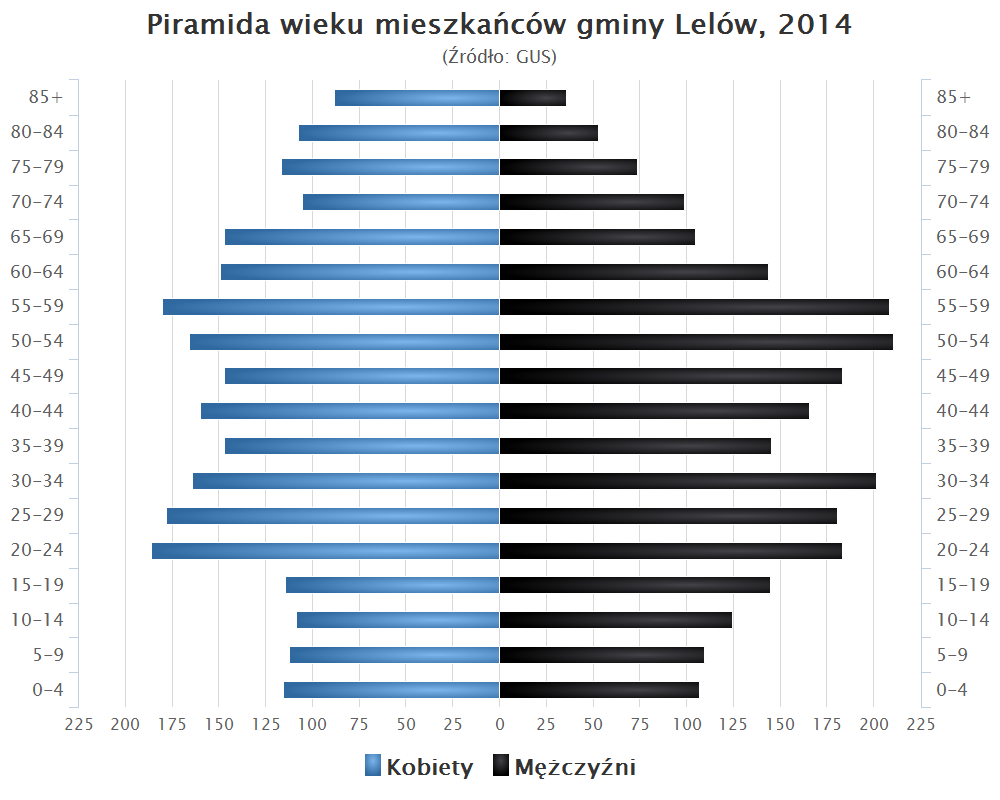
Piramida wieku mieszkańców gminy Lelów w 2014 roku

Dane z 30 czerwca 2004:
| Opis                              | Ogółem | Ogółem | Kobiety | Kobiety | Mężczyźni | Mężczyźni |
| --------------------------------- | ------ | ------ | ------- | ------- | --------- | --------- |
| jednostka                         | osób   | %      | osób    | %       | osób      | %         |
| populacja                         | 5265   | 100    | 2617    | 49,7    | 2648      | 50,3      |
| gęstość zaludnienia (mieszk./km²) | 43,6   | 43,6   | 21,7    | 21,7    | 21,9      | 21,9      |

## Miejscowości
Biała Wielka, Bogumiłek, Brzozowa Góra, Bysów, Celiny, Drochlin, Gródek, Konstantynów, Kosmówki, Lelów, Lgota Błotna, Lgota Gawronna, Mełchów, Nakło, Nakło (zniesiona osada), Paulinów, Podlesie, Skrajniwa, Staromieście, Ślęzany, Turzyn, Zbyczyce.

## Sąsiednie gminy
Irządze, Janów, Koniecpol, Niegowa, Przyrów, Szczekociny